# Герб Іваничів
Герб Іва́ничів — офіційний символ смт Іваничі, районного центру Волинської області. Затверджений 2 жовтня 1995 шостою сесією Іваничівської селищної ради другого скликання. Автор герба  — А. Гречило.

## Опис герба
Гербовий щит має форму чотирикутника з півколом в основі. У червоному полі золотий вітровий млин i срібний із хрестом повний місяць над ним. 
Щит обрамлений золотим декоративним картушем і увінчаний срібною мурованою міською короною.
Місяць із хрестом — герб Повня — був знаком волинської шляхетської родини Іваницьких, які володіли поселенням ще у XVI ст. та сприяли його розвитку. Вітряк указує на поширений давніше мірошницький промисел.